# Silniční most v Lahošti
Silniční most stojí v centru obce Lahošť v okrese Teplice a překlenuje potok Bouřlivec. Barokní most, který je součástí Teplické ulice, byl vybudován ve druhé polovině 18. století a je chráněn jako kulturní památka České republiky.
Po mostě č. 254-006 prochází silnice II/254 spojující Lom u Mostu a Teplice.